# Не питай, не кажи
«Не питай, не кажи» (англ. Don't ask, don't tell (DADT) — неофіційна назва прийнятого в 1993 році (став чинним 28 лютого 1994 р.) закону, який забороняв служити у Збройних силах США геям, лесбійкам та бісексуалам, які не приховували своєї орієнтації. Також закон вимагав від командування та однослуживців не питати про сексуальну орієнтацію у військовослужбовців. Через 17 років, 20 серпня 2011 року, закон було скасовано.

## Історія
З часів заснування ЗС США гомосексуальність була причиною звільнення військовослужбовців. З 1942 року ґеїв почали виявляти методом розслідувань чи на етапі вербування. Після звільнення військовослужбовець лишався державної допомоги та з труднощами міг працювати, адже роботодавці знали причину звільнення. В період війни у В'єтнамі багато гетеросексуальних призовників навмисне казали, що вони ґеї, щоб уникнути служби.
В грудні 1993 Білл Клінтон в рамках виконання передвиборчих обіцянок хотів скасувати закон про заборону ґеям служити в армії, але зустрів протест з боку Коліна Паввела та Сема Нанн. В результаті було прийнято Директиву 1304.26, яку військовий соціолог Чарльз Москос назвав законом «Не питай, не кажи».
Єдина відмінність між попередньою забороною була в тому, що гомосексуалам дозволялося служити в армії до тієї миті, поки вони приховують свою орієнтацію. Якщо ж військовослужбовець відкрито про неї заявляє, то його звільняли.
В 2006 році Міністерство оборони США офіційно визнало, що гомосексуальність не є психічним розладом. Тим не менш, відкритим гомосексуалам все ще заборонялося служити в армії.
Станом на 2010 було звільнено 12,500 військових.
22 грудня 2010 Барак Обама підписав закон про скасування закону.
20 вересня 2011 року закон набрав чинності.